# Puñal de Morgul
Puñal de Morgul es el nombre que recibe un arma ficticia del legendarium del escritor británico J. R. R. Tolkien.
Esta hoja envenenada mágicamente era portada comúnmente por el Rey Brujo de Angmar y el resto de los Nazgûl, fue él además quien apuñaló a Frodo en la Cima de los Vientos. Esta arma poseía una hoja quebradiza que se destruía tras el uso y dejaba esquirlas en la carne de la víctima, para así facilitar la propagación en su cuerpo de una maldición que le acababa convirtiendo en un espectro similar a ellos, pero más débil y manipulable.
Durante el viaje de los Hobbits y Aragorn, Frodo fue apuñalado por esta hoja, y un trozo del arma se mantuvo dentro de la herida, abriéndose paso a través de la carne. Los cuidados de Aragorn y las Athelas proporcionadas por él no fueron suficientes para superar la infección y fue necesaria medicina élfica proporcionada por Elrond en Rivendel, quien extrajo la esquirla y salvó a Frodo, tras diecisiete días de agonía. Cada aniversario de la herida Frodo enfermaba y solo el viaje a Valinor lo curaría totalmente. Se sabe que su resistencia fue excepcional, y que si se hería a un hombre fuerte y sano no duraría más que unas horas antes de morir.
Otra víctima de las hojas de Morgul fue Boromir, el undécimo Senescal de Gondor. Finalmente murió, pero no se convirtió en un Espectro del Anillo, debido a morir de las heridas antes de que el efecto del arma se cumpliera.
- Datos: Q2890129